# Eugenia lindahlii
Eugenia lindahlii är en myrtenväxtart som beskrevs av Ignatz Urban och Erik Leonard Ekman. Eugenia lindahlii ingår i släktet Eugenia och familjen myrtenväxter. Inga underarter finns listade i Catalogue of Life.